# Огнев, Вилен Васильевич
Виле́н (Ви́лли) Васи́льевич О́гнев (1925, Елец — 1942, Малоархангельск) — герой-разведчик в годы Великой Отечественной войны, уроженец Ельца.

## Биография
Родился в 1925 году в Ельце. После окончания школы поступил в железнодорожное училище. В 1941 году добровольцем вступил в Красную Армию. Воевал в комсомольском партизанском отряде, отличился в боях за родной город. После освобождения Ельца направлен в разведку 13-й армии Брянского фронта. Несколько раз забрасывался в тыл врага. За выполнение задания в районе орловского села Дросково награждён медалью «За отвагу».
В феврале 1942 года при выполнении боевого задания около Малоархангельска Орловской области вместе с Семёном Кондаревым и Клавдией Шаталовой был схвачен фашистами и после пыток публично казнён.
Похоронен в братской могиле на кладбище Малоархангельска.

## Увековечение имени

Мемориальная доска, посвящённая Вилену Огневу на стене дома по адресу: г. Липецк, улица 6-й Гвардейской Дивизии, 17

- 18 ноября 1966 года Кедровая улица в Липецке была переименована в улицу Огнева. На доме, расположенном на углу улиц Огнева и 6-й Гвардейской Дивизии, установлена мемориальная доска в честь Вилена Огнева[3].
- Улица Огнева есть также и в Ельце[3].

На месте казни Огнева, Кондарева и Шаталовой в Малоархангельске установлена мемориальная плита, а на месте предполагаемого захоронения — памятник в виде стелы с барельефом.